# Eigentliche Schwertnase
Die Eigentliche Schwertnase (Lonchorhina aurita) ist eine Fledermausart aus der Familie der Blattnasen (Phyllostomidae), welche in Zentral- und Südamerika beheimatet ist.
Der griechische Gattungsname „Lonchorhina“ setzt sich aus „loncho“ (=Speer) und „rhinos“ (=Nase) zusammen und bezieht sich wie auch der deutsche Gattungsname auf die Form des Nasenblatts. Der lateinische Artname „aurita“ bedeutet so viel wie „mit Ohren ausgestattet“.

## Beschreibung
Die Eigentliche Schwertnase ist eine schlanke, mittelgroße Fledermaus mit einem langen, spitzen Nasenblatt, welches typisch ist für diese Gattung und viele weitere Arten aus der Familie der Blattnasen. Das Nasenblatt ist lanzenförmig und weist in der Mitte eine Rille auf. Die Eigentliche Schwertnase ist mit einem Körpergewicht von 10 bis 16 g größer als ihre Schwesterarten Lonchorhina orinocensis und Lonchorhina fernandezi und kleiner als Lonchorhina marinkellei. Das Fell ist rötlich bis dunkelbraun. Die Ohren sind spitz und etwa so lang wie der Kopf. Der Tragus geht bis über die Mitte des Ohrs hinaus.

## Lebensweise
Die Eigentliche Schwertnase kommt im tropischen Regenwald vor, ernährt sich von Insekten und ist die wie meisten Fledermäuse nachtaktiv. Tagsüber hängt die Art in Gruppen von bis zu 500 Individuen in Höhlen und hohlen Bäumen, wo sie oft zusammen mit Fledermäusen anderer Gattungen wie Carollia, Desmodus, Pteronotus, Mormoops, Anoura, Natalus oder Myotis anzutreffen ist.
Trächtige Tiere wurden während der Trockenzeit beobachtet, wobei nichts Näheres zur Fortpflanzung der Eigentlichen Schwertnase bekannt ist.

## Verbreitung und Lebensraum
Die Eigentliche Schwertnase kommt vom Süden Mexikos bis Brasilien vor. Die IUCN schätzt die Art dank ihrer weiten Verbreitung als ungefährdet ein.